# Patrícia Lucchesi

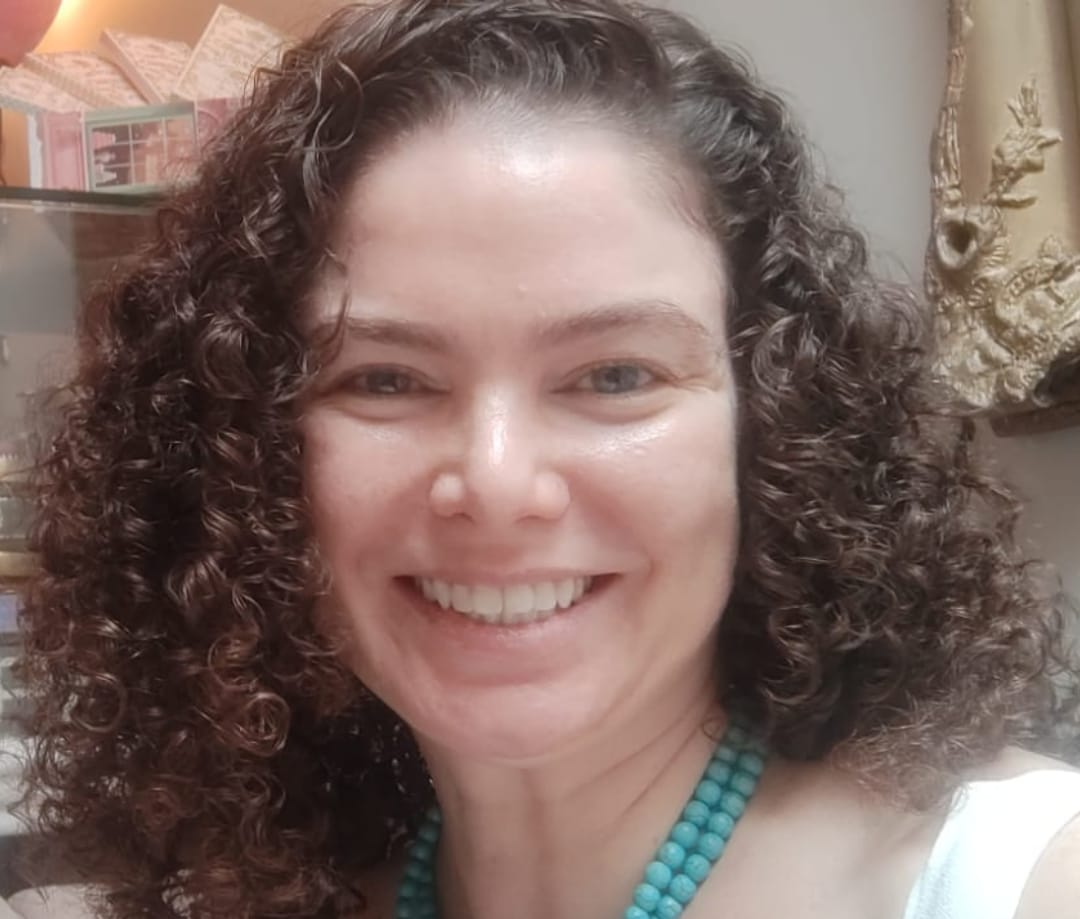
Patrícia Lucchesi2024 patricialucchesipsicologia.com.br Atriz e Psicóloga, protagonista do "Primeiro sutiã a gente nunca esquece"

Patrícia Lucchesi (São Paulo, 13 de outubro de 1975) é uma atriz brasileira.

## Carreira
Iniciou a carreira aos oito anos e obteve notoriedade aos onze anos, quando participou do comercial de televisão da  Valisère, no qual dizia: "O primeiro Valisère a gente nunca esquece", que deu origem a esta frase até hoje repetida e aplicada a diversas situações. A agência de Washington Olivetto, um dos maiores publicitários do mundo, que se tornou conhecido com essa campanha, ganhou todos os prêmios internacionais da época com esse comercial e campanha, inclusive o Leão de Ouro brasileiro. 
Pela pouca idade não pôde seguir carreira internacional, mas sempre deu continuidade aos seus estudos, além de trabalhar muito e brilhar como atriz. Aos treze anos, Patrícia ganhou seu primeiro prêmio no teatro, de atriz revelação, concedido pela Associação de Produtores de Espetáculos Teatrais do Estado de São Paulo por sua atuação na peça O Fantástico Mundo da imaginação.
Em 1992, deu à luz Mateus. Em 1994 foi capa da revista Playboy brasileira. Participou de Irmã Catarina, na CNT e Dona Anja no SBT, ambas em 1996. Em 2003, foi protagonista da série O Livro Mágico, exibida pela RedeTV. Participou de diversas outras novelas, teatro, séries, e filmes para o cinema, destacando-se em O Casamento dos Trapalhões. 
Patrícia Lucchesi está em diversos livros e ramakes lembrando a histórica campanha, que está na memória emotiva das pessoas marcou uma época. 
Por volta de 2005 interrompeu sua bem-sucedida carreira para se dedicar integralmente ao filho, diagnosticado com Autismo de grau avançado. Aprofundou-se no estudo do assunto e formou-se em Psicologia para consolidar sua admirável dedicação, onde estuda constantemente e trabalha com diversas demandas.
Em 2018, retorna à vida artística pontualmente.

## Trabalhos na TV
- Poder Paralelo (2009) - Iara (Lupa) Cadavid
- Bicho do Mato (2006) - Drª Ludmila
- A Turma do Didi (2004) - Patrícia
- O Livro Mágico (2003)
- Sandy & Junior (1999) - Carolina
- Você Decide (1998) (Episódio: A Pílula) - Fátima
- Era uma vez... (1998) - Eulália
- Uma Janela para o Céu (1997) - Rosinha
- Irmã Catarina (1996) - Lúcia
- Dona Anja (1996) - Matilde
- Tocaia Grande (1995) - Maria Mocinha
- Grande Pai (1991) - Jô (Josiane)
- Floradas na Serra (1991) - Belinha
- Brasileiras e Brasileiros (1990) - Simone Marie
- O Cometa (1989) - Cintia
- Colônia Cecília (1989) - Rosaura
- O Casamento dos Trapalhões (1988) - Cristina